# Kaplica św. Bartłomieja w Kannie
Kaplica św. Bartłomieja w Kannie – kaplica rzymskokatolicka położona w miejscowości Kefar Kanna, na północy Izraela. Jest ona pod wezwaniem Apostoła Bartłomieja, z tego powodu czasami jest nazywana Kaplicą Natanaela.

## Położenie
Kaplica św. Bartłomieja jest położony w centralnej części miejscowości Kefar Kanna, w Dolnej Galilei na północy Izraela.

## Historia
W 1641 roku franciszkanie z Kustodii Ziemi Świętej rozpoczęli proces pozyskiwania gruntów w Kannie. Proces ten został zakończony w 1879 roku. Kaplica została wybudowana w 1885 roku. Powstała ona w miejscu, w którym według chrześcijańskiej tradycji znajdował się dom Apostoła Bartłomieja. Możliwe jest, że właśnie poprzez znajomość z Bartłomiejem, Jezus Chrystus został zaproszony na wesele, gdzie doszło do cudu w Kanie Galilejskiej  opisanego w Nowym Testamencie.

## Opis budowli
Jest to niewielki parterowy budynek, który od frontu posiada cztery pilastery z okrągłym oknem pośrodku. Powyżej umieszczono połączony herb franciszkanów i Kustodii Ziemi Świętej z podpisem: „Dom S Nathanaelis Bartholomaei Apostoli” („Dom Apostoła Bartłomieja Natanaela”). U szczytu znajduje się niewielki metalowy krzyż.
Wnętrze kaplicy jest niezwykle proste i prawie całkowicie pozbawione ozdób. Ma kształt prostokąta, z szeroką apsydą po stronie zachodniej. Ołtarz stoi na podeście. Przy ołtarzu umieszczono płaskorzeźbę przedstawiającą spotkanie Bertłomieja i Filipa z Jezusem Chrystusem. Nad ołtarzem jest obraz przedstawiający scenę śmierci świętego Bartłomieja – z rozkazu króla Astiagesa pojmano go w mieście Albanopolis. Był męczony, rozpięty na krzyżu głową w dół, żywcem obdarty ze skóry, ukrzyżowany, a następnie ścięty.